# Waymore's Blues Part 2
Waymore's Blues Part 2 è il sessantunesimo album di Waylon Jennings, pubblicato dalla RCA Records nel settembre del 1994 e prodotto da Don Was.

## Tracce
1. Endangered Species – 3:12 (Waylon Jennings, Tony Joe White)
2. Waymore's Blues (Part II) – 4:18 (Waylon Jennings)
3. This Train (Russell's Song) – 3:34 (Waylon Jennings)
4. Wild Ones – 3:38 (Waylon Jennings)
5. No Good for Me – 3:22 (Waylon Jennings)
6. Old Timer (The Song) – 5:32 (Waylon Jennings)
7. Up in Arkansas – 4:06 (Tony Joe White, Ricky Rector)
8. Nobody Knows – 3:00 (Waylon Jennings)
9. Come Back and See Me – 4:16 (Waylon Jennings)
10. You Don't Mess Around with Me – 4:28 (Waylon Jennings)

## Musicisti
- Waylon Jennings - voce, chitarra
- Mark Goldenberg - chitarra, accordion
- Benmont Tench - organo, sintetizzatore
- Robby Turner - steel guitar, resonator guitar, dobro, mandolino
- Don Was - basso
- Kenny Aronoff - batteria
- Tony Joe White - chitarra (brani 1 e 7)
- Tony Joe White - armonica (brani 1 e 7)
- Jonell Mosser - accompagnamento vocale